# Archidiocèse de Saint-Boniface
L'archidiocèse de Saint-Boniface (Archidioecesis Sancti Bonifacii en latin) est un archidiocèse de l'Église catholique couvrant le Sud-Est du Manitoba au Canada. Il s'agit du seul archidiocèse métropolitain du Canada qui n'a pas de diocèse suffragant. Son siège épiscopal est la cathédrale de Saint-Boniface. Son saint patron est saint Boniface. Depuis 2009, son archevêque est Albert LeGatt.
L'archidiocèse a d'abord été érigé en tant que vicariat apostolique sous le nom de vicariat apostolique du Nord-Ouest le 16 avril 1844. En 1847, il a été élevé au rang de diocèse et adopta alors le nom diocèse de Saint-Boniface. Il fut élevé au rang d'archidiocèse en 1871. De 1862 à 1952, il perdit à plusieurs reprises des parties de son territoire lors de la création d'autres juridictions.

## Description
L'archidiocèse de Saint-Boniface est l'une des juridictions de l'Église catholique au Canada. Son siège épiscopal est la cathédrale de Saint-Boniface qui a été reconnue comme basilique mineure le 10 juin 1949,. Il s'agit du seul archidiocèse métropolitain du Canada qui n'a pas de diocèse suffragant.
Le territoire de l'archidiocèse de Saint-Boniface s'étend sur 38 200 km2 dans le Sud-Est du Manitoba au sud du lac Winnipeg et à l'est de la rivière Rouge,. Il est contigu à l'archidiocèse de Winnipeg au nord-ouest, à l'archidiocèse de Keewatin-Le Pas au nord, au diocèse de Thunder Bay à l'est, au diocèse de Crookston (en) au sud-est et au diocèse de Fargo au sud. En 2018, il comprend 87 paroisses, incluant des paroisses utilisant l'anglais, le français, l'espagnol, le polonais, le coréen, le vietnamien et le chinois,.
En 2018, l'archidiocèse de Saint-Boniface dessert une population de 113 316 catholiques, soit 24% de la population totale de son territoire, avec un total de 62 prêtres et 20 diacres.
La devise du diocèse est « Pinguescent speciosa deserti » (« Les prairies ruissellent d'abondance » en latin), tirée du Psaume 64.

## Histoire

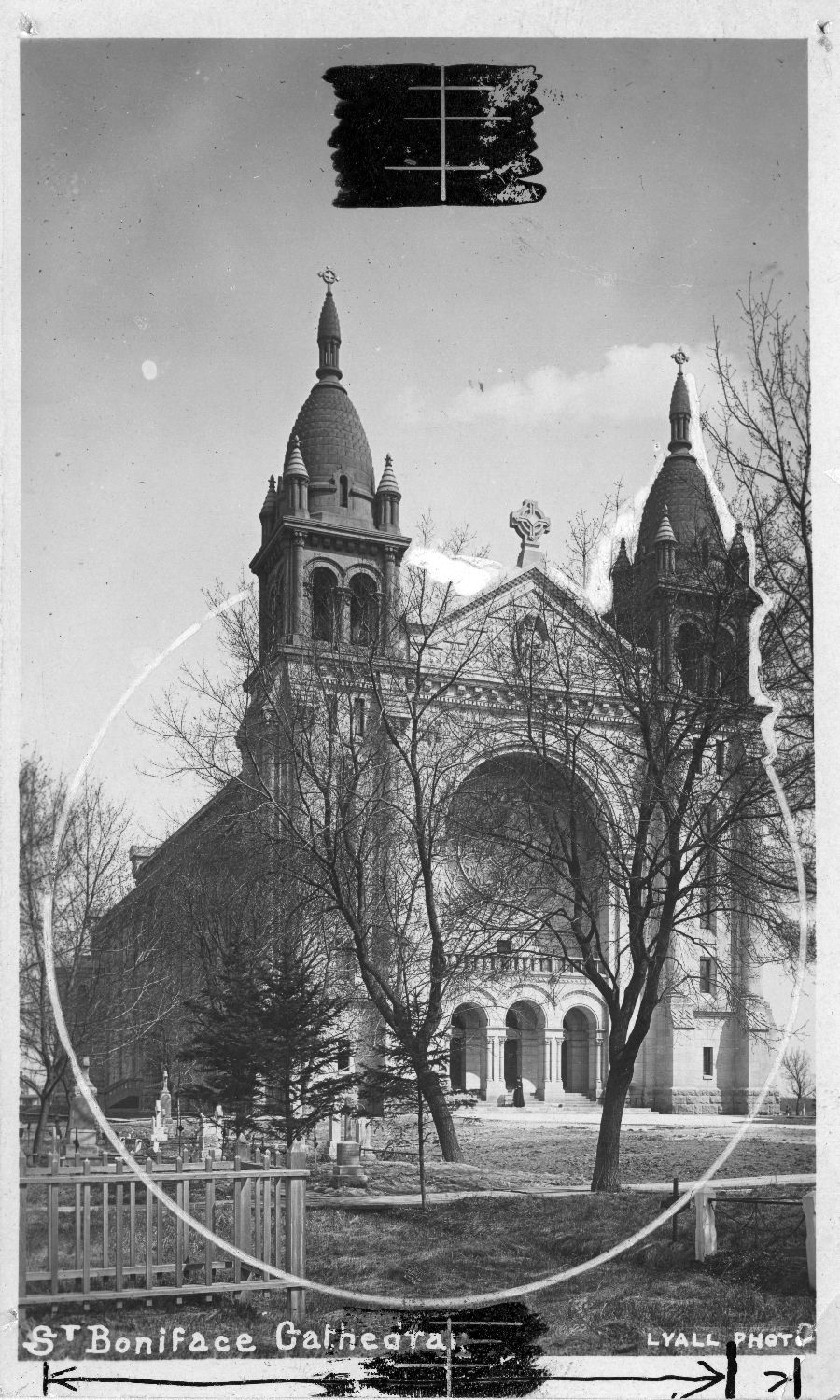
La cathédrale Saint-Boniface en 1927

Le vicariat apostolique du Nord-Ouest a été érigé le 16 avril 1844. Auparavant, son territoire faisait partie de l'archidiocèse de Québec et avait été formé comme district épiscopal de la Rivière Rouge en 1820,,. Joseph Norbert Provencher, alors évêque auxiliaire de Québec, fut nommé comme premier vicaire apostolique,,,. Il avait été envoyé comme missionnaire dans la région en 1818,.
Le 4 juin 1847, le vicariat apostolique du Nord-Ouest fut élevé au rang de diocèse et adopta le nom de diocèse de Saint-Boniface. Il s'agissait alors d'un diocèse suffragant du diocèse de Québec. Joseph Norbert Provencher en devint le premier évêque, fonction qu'il occupa jusqu'à sa mort le 7 juin 1853,,,,. Le 8 avril 1862, une partie du territoire du diocèse fut détachée pour créer le vicariat apostolique d'Athabaska Mackenzie, de nos jours l'archidiocèse de Grouard-McLennan,,. Le 22 septembre 1871, le diocèse perdit à nouveau du territoire lors de l'érection du diocèse de Saint Albert, de nos jours l'archidiocèse d'Edmonton,,.
Le 22 septembre 1871, le diocèse de Saint-Boniface a été élevé au rang d'archidiocèse métropolitain,,. De 1882 à 1952, l'archidiocèse de Saint-Boniface perdit des parties de son territoire à cinq reprises : lors des créations du vicariat apostolique de Pontiac, de nos jours le diocèse de Pembroke, le 11 juillet 1882, du vicariat apostolique de la Saskatchewan, de nos jours le diocèse de Prince Albert, le 4 juin 1891, du diocèse de Regina, de nos jours l'archidiocèse de Regina, le 4 mars 1910, de l'archidiocèse de Winnipeg le 4 décembre 1915 et du diocèse de Fort William, de nos jours le diocèse de Thunder Bay, le 29 avril 1951,,. Vers la fin du XIXe siècle, l'administration diocésaine a été ébranlée[Comment ?] lors de la saga sur la question des écoles du Manitoba.[réf. nécessaire]

## Ordinaires

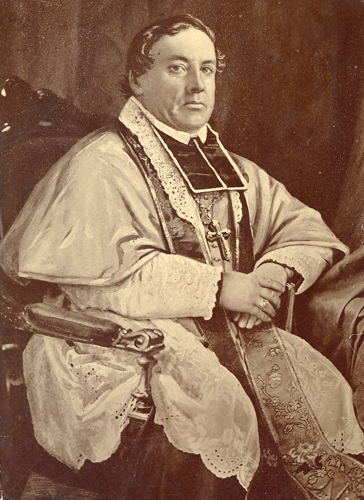
Joseph Norbert Provencher, premier évêque de Saint-Boniface

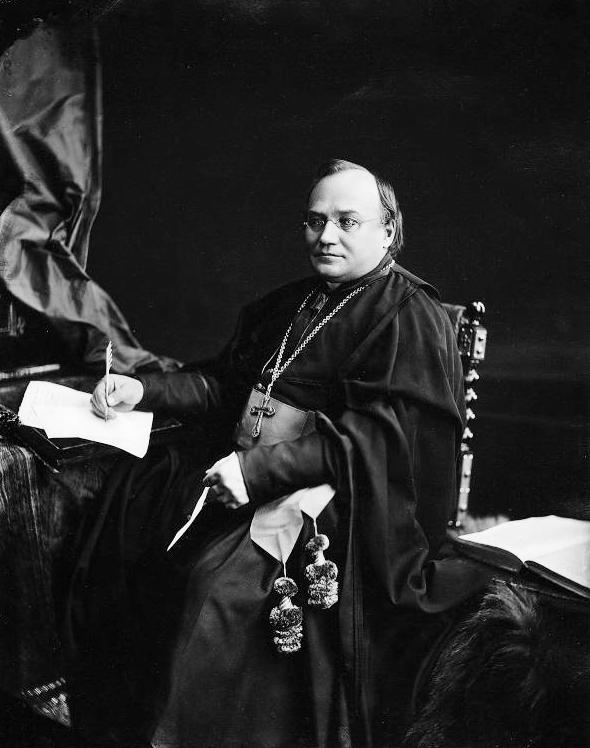
Alexandre-Antonin Taché, premier archevêque de Saint-Boniface

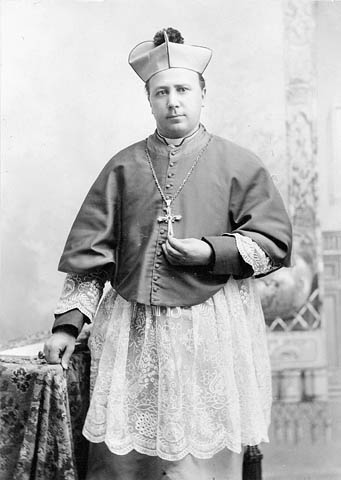
Louis-Philippe-Adélard Langevin, archevêque de Saint-Boniface de 1895 à 1915

| #                   | Nom                             | Dates                                |
| Vicaire apostolique | Vicaire apostolique             | Vicaire apostolique                  |
| ------------------- | ------------------------------- | ------------------------------------ |
| 1                   | Joseph Norbert Provencher       | 16 avril 1844 - 4 juin 1847          |
| Évêques             |                                 |                                      |
| 1                   | Joseph Norbert Provencher       | 4 juin 1847 - 7 juin 1853            |
| 2                   | Alexandre-Antonin Taché         | 7 juin 1853 - 22 septembre 1871      |
| Archevêques         |                                 |                                      |
| 1                   | Alexandre-Antonin Taché         | 22 septembre 1871 - 22 juin 1894     |
| 2                   | Louis-Philippe-Adélard Langevin | 8 janvier 1895 - 15 juin 1915        |
| 3                   | Arthur Béliveau                 | 9 septembre 1915 - 14 septembre 1955 |
| 4                   | Maurice Baudoux                 | 14 septembre 1955 - 7 septembre 1974 |
| 5                   | Antoine Hacault                 | 7 septembre 1974 - 13 avril 2000     |
| 6                   | Émilius Goulet                  | 23 juin 2001 - 3 juillet 2009        |
| 7                   | Albert LeGatt                   | Depuis le 3 juillet 2009             |

### Évêques coadjuteurs et auxiliaires
| Nom                     | Dates                                |
| ----------------------- | ------------------------------------ |
| Alexandre-Antonin Taché | 14 juin 1850 - 7 juin 1853           |
| Vital-Justin Grandin    | 11 décembre 1857 - 22 septembre 1871 |
| Émile Yelle             | 21 juillet 1933 - 24 mai 1941        |
| Georges Cabana          | 24 mai 1941 - 29 janvier 1952        |
| Maurice Baudoux         | 4 mars 1952 - 14 septembre 1955      |
| Antoine Hacault         | 28 octobre 1972 - 8 septembre 1974   |

| Nom             | Dates                             |
| --------------- | --------------------------------- |
| Arthur Béliveau | 24 mai 1913 - 9 novembre 1915     |
| Antoine Hacault | 30 juillet 1964 - 28 octobre 1972 |

## Ordres religieux dans l'histoire du diocèse
- Bénédictines
- Carmélites
- Chanoines réguliers de l'Immaculée Conception
- Sœurs missionnaires oblates du Sacré Cœur et de Marie Immaculée
- Filles de la Croix
- Frères des écoles chrétiennes
- Frères maristes
- Jésuites
- Marianistes
- Missionnaires de Notre-Dame de la Salette
- Basiliens
- Frères mineurs capucins
- Cisterciens
- Pères de Chavagnes
- Pères Oblats
- Petites Sœurs de la Sainte-Famille (Sherbrooke)
- Rédemptoristes
- Adoratrices du Précieux-Sang
- Sœurs de la charité de Montréal
- Sœurs de la Présentation de Marie
- Sœurs de Saint Joseph de Saint-Hyacinthe
- Sœurs des saints Noms de Jésus et de Marie
- Trappistes

## Abus sexuels
En 2016, le prêtre Ronald Léger, membre des Clercs de Saint-Viateur, est condamné à deux ans de prison pour avoir agressé sexuellement trois enfants âgés de 9 à 18 ans entre 1980 et 2004,.